# 鲢足孢虫
鲢足孢虫（学名：Podospora hypophthalmichthysis）为碘泡科足孢虫属的动物。在中国，分布于河北等，营寄生生活，寄生在鲢的前肠。